# Непобедимая армада
Непобедимая армада (исп. Armada Invencible), или Великая и славнейшая армада (исп. Grande y Felicísima Armada) — крупный военный флот (около 130 кораблей), собранный Испанией в 1586—1588 годах для вторжения в Англию во время англо-испанской войны (1585—1604). Поход Армады состоялся в мае-сентябре 1588 года под командованием Алонсо Переса де Гусмана, герцога Медина-Сидония.
Непобедимая армада была потрёпана англо-голландским флотом из лёгких и манёвренных кораблей, которым командовал Чарльз Говард, в серии боёв, завершившихся Гравелинским сражением. В них отличились «пираты Елизаветы», самый известный из которых — Фрэнсис Дрейк. Сражения длились 2 недели. Армада не сумела перегруппироваться и ушла к северу, отказавшись от вторжения, причём английский флот следовал за ней на некотором отдалении, идя вдоль восточного побережья Англии. Возвращение в Испанию было трудным: Армада пошла через северную Атлантику, вдоль западного побережья Ирландии. В результате сильных штормов многие суда были выброшены на северное и западное побережье этого острова. В ходе экспедиции было потеряно более 60 кораблей (причём только 7 из них — боевые потери). В походе принимал участие Лопе де Вега.

## Цель похода
На протяжении десятков лет английские приватиры грабили и топили испанские суда. Так, за один только 1582 год убытки Испании составили фантастическую сумму в более чем 1 900 000 дукатов. Кроме того, королева Англии Елизавета I поддержала восстание голландцев против испанского владычества. Испанский монарх Филипп II считал своим долгом помочь английским католикам в их борьбе с протестантами. Поэтому на палубах Непобедимой армады было собрано почти 180 священников и духовников. Даже во время вербовки каждый солдат и матрос должен был исповедаться перед священником и причаститься. Религиозные настроения испанского короля и его подданных отражены в словах выдающегося иезуита Педро де Риваденейры:

Нас поведёт сам Господь Бог, чьё дело и святейшую веру мы защищаем, а с таким Капитаном нам нечего бояться.

Англичане со своей стороны тоже питали надежду на решающую победу, которая открыла бы Англии путь для свободного пользования морем, сломала монополию Испании на торговлю с Новым светом, а также способствовала бы распространению протестантской мысли в Европе.

## План похода
Испанский король отдал приказ Армаде подойти к проливу Ла-Манш и объединиться с герцогом Пармским и его 30-тысячной армией, расположенной во Фландрии (Испанские Нидерланды). Эти объединённые силы должны были пересечь Ла-Манш, высадиться в графстве Эссекс, после чего маршем пойти на Лондон. Филипп II рассчитывал на то, что английские католики оставят свою королеву-протестантку и перейдут на его сторону. План испанцев, однако, не был до конца продуман и не учитывал двух важнейших обстоятельств: мощь английского флота и мелководье, не позволившее кораблям подойти к берегу и взять на борт войска герцога Пармского.
Возглавить Армаду должен был Альваро де Басан, маркиз де Санта-Крус, по праву считавшийся лучшим адмиралом Испании. Он был автором идеи и первым её организатором. По мнению современников, если бы он действительно вёл флот, исход кампании мог быть иным. Однако в апреле-мае 1587 года английская эскадра под командованием Фрэнсиса Дрейка совершила налёт на испанскую военно-морскую базу в Кадисе, уничтожив множество кораблей и грузов, предназначавшихся для комплектования и оснащения Армады. Это отсрочило её выступление на год, а в феврале 1588 года 62-летний Альваро де Басан умер, возможно, не сумев перенести королевской опалы: Филипп II упрекал адмирала в пассивности во время нападения Дрейка.
Вместо Санта-Круса Филипп назначил командующим Алонсо Переса де Гусмана, герцога Медина-Сидония. Хотя герцог не был искушён в мореходном деле, зато был умелым организатором, сумевшим быстро найти подход к опытным капитанам. Совместными усилиями они создали мощный флот, снабдили его провизией и оснастили всем необходимым. Они тщательно разработали систему сигналов, команд и боевого порядка, объединившую многонациональное войско.
- Портрет короля Испании Филиппа II работы неизвестного художника (XVI век)
- Портрет герцога Медина-Сидония работы неизвестного художника (XVI век)
- Отто ван Веен. Портрет Алессандро Фарнезе, герцога Пармского и Пьяченцкого (XVI век)

## Организация
| Состав Непобедимой армады                                                          | Состав Непобедимой армады                                                          | Состав Непобедимой армады                                                          | Состав Непобедимой армады                                                          | Состав Непобедимой армады                                                          | Состав Непобедимой армады                                                          |
| № п/п                                                                              | Название                                                                           | Тоннаж                                                                             | Пушки                                                                              | Тип корабля                                                                        | Примечание                                                                         |
| Португальская армада (командующий — Алонсо Перес де Гусман, герцог Медина-Сидония) | Португальская армада (командующий — Алонсо Перес де Гусман, герцог Медина-Сидония) | Португальская армада (командующий — Алонсо Перес де Гусман, герцог Медина-Сидония) | Португальская армада (командующий — Алонсо Перес де Гусман, герцог Медина-Сидония) | Португальская армада (командующий — Алонсо Перес де Гусман, герцог Медина-Сидония) | Португальская армада (командующий — Алонсо Перес де Гусман, герцог Медина-Сидония) |
| ---------------------------------------------------------------------------------- | ---------------------------------------------------------------------------------- | ---------------------------------------------------------------------------------- | ---------------------------------------------------------------------------------- | ---------------------------------------------------------------------------------- | ---------------------------------------------------------------------------------- |
| 1                                                                                  | San Martin                                                                         | 1000                                                                               | 48                                                                                 | галеон                                                                             | флагман                                                                            |
| 2                                                                                  | San Juan                                                                           | 1050                                                                               | 50                                                                                 | галеон                                                                             | вице-флагман                                                                       |
| 3                                                                                  | San Francesco или Florencia                                                        | 520                                                                                | 52                                                                                 | галеон                                                                             |                                                                                    |
| 4                                                                                  | San Luis                                                                           | 830                                                                                | 38                                                                                 | галеон                                                                             |                                                                                    |
| 5                                                                                  | San Felipe                                                                         | 840                                                                                | 40                                                                                 | галеон                                                                             |                                                                                    |
| 6                                                                                  | San Marcos                                                                         | 790                                                                                | 33                                                                                 | галеон                                                                             |                                                                                    |
| 7                                                                                  | San Mateo                                                                          | 750                                                                                | 34                                                                                 | галеон                                                                             |                                                                                    |
| 8                                                                                  | Santiago                                                                           | 520                                                                                | 24                                                                                 | галеон                                                                             |                                                                                    |
| 9                                                                                  | San Bernardo                                                                       | 351                                                                                | 21                                                                                 | галеон                                                                             |                                                                                    |
| 10                                                                                 | San Cristóbal                                                                      | 352                                                                                | 20                                                                                 | галеон                                                                             |                                                                                    |
| 11                                                                                 | Augusta                                                                            | 160                                                                                | 13                                                                                 | малый галеон (галисабара)                                                          |                                                                                    |
| 12                                                                                 | Julia                                                                              | 160                                                                                | 14                                                                                 | малый галеон (галисабара)                                                          |                                                                                    |
| Кастильская армада (командующий — Диего Флорес де Вальдес)                         |                                                                                    |                                                                                    |                                                                                    |                                                                                    |                                                                                    |
| 13                                                                                 | San Cristóbal                                                                      | 700                                                                                | 36                                                                                 | галеон                                                                             | флагман                                                                            |
| 14                                                                                 | San Juan Bautista                                                                  | 750                                                                                | 24                                                                                 | нао                                                                                | вице-флагман                                                                       |
| 15                                                                                 | San Medel y San Celedón                                                            | 530                                                                                | 24                                                                                 | галеон                                                                             |                                                                                    |
| 16                                                                                 | San Juan el Menor                                                                  | 530                                                                                | 24                                                                                 | галеон                                                                             |                                                                                    |
| 17                                                                                 | Santiago el Mayor                                                                  | 530                                                                                | 24                                                                                 | галеон                                                                             |                                                                                    |
| 18                                                                                 | Asunción                                                                           | 530                                                                                | 24                                                                                 | галеон                                                                             |                                                                                    |
| 19                                                                                 | San Felipe y Santiago                                                              | 530                                                                                | 24                                                                                 | галеон                                                                             |                                                                                    |
| 20                                                                                 | San Pedro                                                                          | 530                                                                                | 24                                                                                 | галеон                                                                             |                                                                                    |
| 21                                                                                 | Nuestra Señora del Barrio                                                          | 530                                                                                | 24                                                                                 | галеон                                                                             |                                                                                    |
| 22                                                                                 | Santa Ana                                                                          | 250                                                                                | 24                                                                                 | галеон                                                                             |                                                                                    |
| 23                                                                                 | Nuestra Señora de Begoña                                                           | 750                                                                                | 24                                                                                 | галеон                                                                             |                                                                                    |
| 24                                                                                 | Trinidad                                                                           | 872                                                                                | 24                                                                                 | нао                                                                                |                                                                                    |
| 25                                                                                 | Santa Catalina                                                                     | 882                                                                                | 24                                                                                 | нао                                                                                |                                                                                    |
| 26                                                                                 | San Juan Bautista                                                                  | 650                                                                                | 24                                                                                 | нао                                                                                |                                                                                    |
| 27                                                                                 | Nuestra Señora del Socorro                                                         | 75                                                                                 | 14                                                                                 | Паташ                                                                              |                                                                                    |
| 28                                                                                 | San Antonio de Padua                                                               | 75                                                                                 | 12                                                                                 | паташ                                                                              |                                                                                    |
| Бискайская армада (командующий — Хуан Мартинес де Рекальде)                        |                                                                                    |                                                                                    |                                                                                    |                                                                                    |                                                                                    |
| 29                                                                                 | Santa Ana                                                                          | 768                                                                                | 30                                                                                 | нао                                                                                | флагман                                                                            |
| 30                                                                                 | Gran Grin                                                                          | 1160                                                                               | 28                                                                                 | нао                                                                                | вице-флагман                                                                       |
| 31                                                                                 | Santa María de Montemayor                                                          | 707                                                                                | 18                                                                                 | нао                                                                                |                                                                                    |
| 32                                                                                 | Santiago                                                                           | 666                                                                                | 25                                                                                 | нао                                                                                |                                                                                    |
| 33                                                                                 | María Juan                                                                         | 665                                                                                | 24                                                                                 | нао                                                                                |                                                                                    |
| 34                                                                                 | Magdalena                                                                          | 530                                                                                | 18                                                                                 | нао                                                                                |                                                                                    |
| 35                                                                                 | Manuela                                                                            | 520                                                                                | 12                                                                                 | нао                                                                                |                                                                                    |
| 36                                                                                 | Concepcíon Mayor или Zubelzu                                                       | 468                                                                                | 16                                                                                 | нао                                                                                |                                                                                    |
| 37                                                                                 | Concepcíon de Joanes d’Elcano                                                      | 418                                                                                | 18                                                                                 | нао                                                                                |                                                                                    |
| 38                                                                                 | San Juan                                                                           | 350                                                                                | 21                                                                                 | нао                                                                                |                                                                                    |
| 39                                                                                 | María de Miguel Suso                                                               | 96                                                                                 | 6                                                                                  | паташ                                                                              |                                                                                    |
| 40                                                                                 | San Sebastían                                                                      | 78                                                                                 | 6                                                                                  | паташ                                                                              |                                                                                    |
| 41                                                                                 | Isabela                                                                            | 71                                                                                 | 6                                                                                  | паташ                                                                              |                                                                                    |
| 42                                                                                 | La María de Aguirre                                                                | 70                                                                                 | 6                                                                                  | паташ                                                                              |                                                                                    |
| Гипускоанская (Баскская) армада (командующий — Мигель де Окендо)                   |                                                                                    |                                                                                    |                                                                                    |                                                                                    |                                                                                    |
| 43                                                                                 | Santa Ana                                                                          | 1200                                                                               | 47                                                                                 | нао                                                                                | флагман                                                                            |
| 44                                                                                 | Nuestra Señora de la Rosa или Santa María de la Rosa                               | 945                                                                                | 26                                                                                 | нао                                                                                | вице-флагман                                                                       |
| 45                                                                                 | San Salvador                                                                       | 958                                                                                | 25                                                                                 | нао                                                                                |                                                                                    |
| 46                                                                                 | Santiesteban                                                                       | 736                                                                                | 26                                                                                 | нао                                                                                |                                                                                    |
| 47                                                                                 | Santa Cruz                                                                         | 680                                                                                | 16                                                                                 | нао                                                                                |                                                                                    |
| 48                                                                                 | Santa María                                                                        | 548                                                                                | 20                                                                                 | нао                                                                                |                                                                                    |
| 49                                                                                 | Santa Bárbara                                                                      | 525                                                                                | 12                                                                                 | нао                                                                                |                                                                                    |
| 50                                                                                 | San Buenaventura                                                                   | 379                                                                                | 21                                                                                 | нао                                                                                |                                                                                    |
| 51                                                                                 | María San Juan                                                                     | 291                                                                                | 12                                                                                 | нао                                                                                |                                                                                    |
| 52                                                                                 | Doncella                                                                           | 500                                                                                | 16                                                                                 | урка                                                                               |                                                                                    |
| 53                                                                                 | San Bernabé                                                                        | 69                                                                                 | 9                                                                                  | паташ                                                                              |                                                                                    |
| 54                                                                                 | Asunción                                                                           | 60                                                                                 | 9                                                                                  | паташ                                                                              |                                                                                    |
| 55                                                                                 | La Magdalena                                                                       | ?                                                                                  | 1                                                                                  | пинас                                                                              |                                                                                    |
| 56                                                                                 | Nuestra Señora de Guadelupe                                                        | ?                                                                                  | 1                                                                                  | пинас                                                                              |                                                                                    |
| Андалузская (Кадисская) армада (командующий — Педро Вальдес)                       |                                                                                    |                                                                                    |                                                                                    |                                                                                    |                                                                                    |
| 57                                                                                 | Nuestra Señora del Rosario                                                         | 1150                                                                               | 46                                                                                 | нао                                                                                | флагман                                                                            |
| 58                                                                                 | San Fransisco                                                                      | 915                                                                                | 21                                                                                 | нао                                                                                | вице-флагман                                                                       |
| 59                                                                                 | Duquesa Santa Ana или Duquesa Medina Sedonia                                       | 900                                                                                | 23                                                                                 | нао                                                                                |                                                                                    |
| 60                                                                                 | Concepcíon                                                                         | 662                                                                                | 20                                                                                 | нао                                                                                |                                                                                    |
| 61                                                                                 | San Juan Bautista                                                                  | 800                                                                                | 31                                                                                 | галеон                                                                             |                                                                                    |
| 62                                                                                 | San Bartolomé                                                                      | 976                                                                                | 27                                                                                 | урка                                                                               |                                                                                    |
| 63                                                                                 | Santa Catalina                                                                     | 730                                                                                | 23                                                                                 | урка                                                                               |                                                                                    |
| 64                                                                                 | Santa María                                                                        | 730                                                                                | 20                                                                                 | урка                                                                               |                                                                                    |
| 65                                                                                 | Trinidad                                                                           | 650                                                                                | 13                                                                                 | урка                                                                               |                                                                                    |
| 66                                                                                 | San Juan de Gargoriu или Gargarin                                                  | 569                                                                                | 16                                                                                 | нао                                                                                |                                                                                    |
| 67                                                                                 | Espíritu Santo                                                                     | 730                                                                                | 20                                                                                 | урка                                                                               |                                                                                    |
| Левантийская (Средиземноморская) армада (командующий — Мартин де Бертендона)       |                                                                                    |                                                                                    |                                                                                    |                                                                                    |                                                                                    |
| 68                                                                                 | Regazona или Ragusana (Dubrovnic)                                                  | 1249                                                                               | 30                                                                                 | нао                                                                                | флагман                                                                            |
| 69                                                                                 | La Lavia или La Via                                                                | 728                                                                                | 25                                                                                 | нао                                                                                | вице-флагман                                                                       |
| 70                                                                                 | Trinidad Valencera или Santo Spirito                                               | 1100                                                                               | 42                                                                                 | нао                                                                                |                                                                                    |
| 71                                                                                 | Santa Trinidad de Scala или de Sagra                                               | 900                                                                                | 22                                                                                 | нао                                                                                |                                                                                    |
| 72                                                                                 | Juliana                                                                            | 860                                                                                | 32                                                                                 | нао                                                                                |                                                                                    |
| 73                                                                                 | Sveti Nikola или San Nicolás Prodanelic                                            | 834                                                                                | 26                                                                                 | нао                                                                                |                                                                                    |
| 74                                                                                 | Santa Maria Rata y Coronada или Rata Coronada                                      | 820                                                                                | 35                                                                                 | нао                                                                                |                                                                                    |
| 75                                                                                 | Santo Joanne Battista или San Juan de Sicilia                                      | 800                                                                                | 26                                                                                 | нао                                                                                |                                                                                    |
| 76                                                                                 | Presveta Anuncigata или Anunciada (Dubrovnic)                                      | 703                                                                                | 24                                                                                 | нао                                                                                |                                                                                    |
| 77                                                                                 | Santa Maria de Biscioneor de Visón                                                 | 663                                                                                | 18                                                                                 | нао                                                                                |                                                                                    |
| Зафрахтованная (Немецкая) армада (командующий — Хуан Гомес де Медина)              |                                                                                    |                                                                                    |                                                                                    |                                                                                    |                                                                                    |
| 78                                                                                 | Gran Grifón                                                                        | 650                                                                                | 38                                                                                 | урка                                                                               | флагман                                                                            |
| 79                                                                                 | San Salvador                                                                       | 650                                                                                | 24                                                                                 | урка                                                                               | вице-флагман                                                                       |
| 80                                                                                 | Castillo Negro                                                                     | 750                                                                                | 27                                                                                 | урка                                                                               |                                                                                    |
| 81                                                                                 | Casa de Paz Grande                                                                 | 650                                                                                | 25                                                                                 | урка                                                                               |                                                                                    |
| 82                                                                                 | Santiago                                                                           | 600                                                                                | 19                                                                                 | урка                                                                               |                                                                                    |
| 83                                                                                 | Barca de Hamburgo                                                                  | 600                                                                                | 23                                                                                 | урка                                                                               |                                                                                    |
| 84                                                                                 | San Pedro Mayor                                                                    | 581                                                                                | 29                                                                                 | урка                                                                               |                                                                                    |
| 85                                                                                 | Falcón Blanco Mayor                                                                | 500                                                                                | 15                                                                                 | урка                                                                               |                                                                                    |
| 86                                                                                 | San Pedro Menor                                                                    | 500                                                                                | 18                                                                                 | урка                                                                               |                                                                                    |
| 87                                                                                 | Sansón                                                                             | 500                                                                                | 18                                                                                 | урка                                                                               |                                                                                    |
| 88                                                                                 | Barca de Ancique                                                                   | 450                                                                                | 26                                                                                 | урка                                                                               |                                                                                    |
| 89                                                                                 | David                                                                              | 450                                                                                | 7                                                                                  | урка                                                                               |                                                                                    |
| 90                                                                                 | San Andrés                                                                         | 400                                                                                | 14                                                                                 | урка                                                                               |                                                                                    |
| 91                                                                                 | El Gato                                                                            | 400                                                                                | 9                                                                                  | урка                                                                               | реквизированное английское судно                                                   |
| 92                                                                                 | Ciervo Volante                                                                     | 400                                                                                | 16                                                                                 | урка                                                                               |                                                                                    |
| 93                                                                                 | Santa Bárbara                                                                      | 370                                                                                | 10                                                                                 | урка                                                                               |                                                                                    |
| 94                                                                                 | Casa de Paz Chica                                                                  | 350                                                                                | 15                                                                                 | урка                                                                               |                                                                                    |
| 95                                                                                 | Falcón Blanco Mediano или Menor                                                    | 300                                                                                | 16                                                                                 | урка                                                                               |                                                                                    |
| 96                                                                                 | Esayas                                                                             | 280                                                                                | 4                                                                                  | урка                                                                               |                                                                                    |
| 97                                                                                 | San Gabriel                                                                        | 280                                                                                | 4                                                                                  | урка                                                                               |                                                                                    |
| 98                                                                                 | Paloma Blanca                                                                      | 250                                                                                | 12                                                                                 | урка                                                                               |                                                                                    |
| 99                                                                                 | Perro Marino                                                                       | 200                                                                                | 7                                                                                  | урка                                                                               |                                                                                    |
| 100                                                                                | Buena Ventura                                                                      | 160                                                                                | 4                                                                                  | урка                                                                               |                                                                                    |
| Эскадра галеасов или Неаполитанская армада (командующий — Хуго де Монкада)         |                                                                                    |                                                                                    |                                                                                    |                                                                                    |                                                                                    |
| 101                                                                                | San Lorenzo                                                                        | ?                                                                                  | 50                                                                                 | галеас                                                                             | флагман                                                                            |
| 102                                                                                | Girona                                                                             | 1200                                                                               | 50                                                                                 | галеас                                                                             | вице-флагман                                                                       |
| 103                                                                                | Zúñiga                                                                             | ?                                                                                  | 50                                                                                 | галеас                                                                             |                                                                                    |
| 104                                                                                | Napolitana                                                                         | ?                                                                                  | 50                                                                                 | галеас                                                                             |                                                                                    |
| Эскадра галер (командующий — Диего де Медрано)                                     |                                                                                    |                                                                                    |                                                                                    |                                                                                    |                                                                                    |
| 105                                                                                | Capitana                                                                           | ?                                                                                  | 5                                                                                  | галера                                                                             | флагман                                                                            |
| 106                                                                                | Bazana                                                                             | ?                                                                                  | 5                                                                                  | галера                                                                             | вице-флагман                                                                       |
| 107                                                                                | Diana                                                                              | ?                                                                                  | 5                                                                                  | галера                                                                             |                                                                                    |
| 108                                                                                | Princesa                                                                           | ?                                                                                  | 5                                                                                  | галера                                                                             |                                                                                    |
| Эскадра паташей и забар (командующий — Диего Уртадо де Мендоса)                    |                                                                                    |                                                                                    |                                                                                    |                                                                                    |                                                                                    |
| 109                                                                                | Nuestra Señora del Pilar de Zaragosa                                               | 300                                                                                | 11                                                                                 | нао                                                                                | флагман                                                                            |
| 110                                                                                | La Caridad Inglesa                                                                 | 180                                                                                | 11                                                                                 | урка                                                                               | вице-флагман                                                                       |
| 111                                                                                | San Andrés de Escocia                                                              | 150                                                                                | 12                                                                                 | урка                                                                               |                                                                                    |
| 112                                                                                | Santo Crucifijo                                                                    | 150                                                                                | 8                                                                                  | паташ                                                                              |                                                                                    |
| 113                                                                                | Concepcíon de Lastero                                                              | 75                                                                                 | 7                                                                                  | паташ                                                                              |                                                                                    |
| 114                                                                                | Espíritu Santo                                                                     | 75                                                                                 | 2                                                                                  | паташ                                                                              |                                                                                    |
| 115                                                                                | Nuestra Señora de Fresneda                                                         | 70                                                                                 | ?                                                                                  | паташ                                                                              |                                                                                    |
| 116                                                                                | Concepcíon de Carasa                                                               | 70                                                                                 | 5                                                                                  | паташ                                                                              |                                                                                    |
| 117                                                                                | Concepcíon de Castro                                                               | 75                                                                                 | 6                                                                                  | паташ                                                                              |                                                                                    |
| 118                                                                                | Nuestra Señora de Guadalupe                                                        | 70                                                                                 | ?                                                                                  | паташ                                                                              |                                                                                    |
| 119                                                                                | San Francisco                                                                      | 70                                                                                 | ?                                                                                  | паташ                                                                              |                                                                                    |
| 120                                                                                | Nuestra Señora de Begoña                                                           | 64                                                                                 | 10                                                                                 | паташ                                                                              |                                                                                    |
| 121                                                                                | Concepcíon de Capitillo                                                            | 60                                                                                 | 10                                                                                 | паташ                                                                              |                                                                                    |
| 122                                                                                | Nuestra Señora de Gracia                                                           | 57                                                                                 | 5                                                                                  | паташ                                                                              |                                                                                    |
| 123                                                                                | Nuestra Señora del Puerto                                                          | 55                                                                                 | 8                                                                                  | паташ                                                                              |                                                                                    |
| 124                                                                                | San Jerónimo                                                                       | 55                                                                                 | 4                                                                                  | паташ                                                                              |                                                                                    |
| 125                                                                                | Asunción                                                                           | ?                                                                                  | 2                                                                                  | забара (сабра)                                                                     |                                                                                    |
| 126                                                                                | Concepcíon de Somarriba                                                            | ?                                                                                  | 18                                                                                 | забара (сабра)                                                                     |                                                                                    |
| 127                                                                                | Concepcíon de Valmaceda                                                            | ?                                                                                  | 2                                                                                  | забара (сабра)                                                                     |                                                                                    |
| 128                                                                                | Nuestra Señora de Castro                                                           | ?                                                                                  | 2                                                                                  | забара (сабра)                                                                     |                                                                                    |
| 129                                                                                | San Andrés                                                                         | ?                                                                                  | 2                                                                                  | забара (сабра)                                                                     |                                                                                    |
| 130                                                                                | San Juan de Carasa                                                                 | ?                                                                                  | ?                                                                                  | забара (сабра)                                                                     |                                                                                    |
| 131                                                                                | Santa Catalina                                                                     | ?                                                                                  | ?                                                                                  | забара (сабра)                                                                     |                                                                                    |
| 132                                                                                | Trinidad                                                                           | ?                                                                                  | 2                                                                                  | забара (сабра)                                                                     |                                                                                    |

В состав флота входили около 130 судов, 2430 орудий, 30 500 человек, из них 18 973 солдата, 8050 матросов, 2088 рабов-гребцов, 1389 офицеров, дворян, священников и врачей. Главные силы флота были разделены на 6 эскадр: «Португалия» (Алонсо Перес де Гусман, герцог Медина-Сидония), «Кастилия» (Диего Флорес де Вальдес), «Бискайя» (Хуан Мартинес де Рекальдо), «Гипускоа» (Мигель де Окендо), «Андалусия» (Педро де Вальдес), «Левант» (Мартин де Бертендона). Армада также включала: 4 неаполитанских галеаса — 635 человек, 50 орудий (Хуго де Монкада), 4 португальских галеры — 320 человек, 20 орудий, множество лёгких судов для разведки и посыльной службы (Антонио де Мендоса) и судов с припасами (Хуан Гомес де Медина).
Запасы продовольствия включали в себя миллионы галет, по 600 000 фунтов солёной рыбы и солонины, 400 000 фунтов риса, 300 000 фунтов сыра, 40 000 галлонов оливкового масла, 14 000 бочек вина, 6000 мешков бобов. Боеприпасы: 500 000 зарядов пороха, 124 000 ядер.

## Начало похода
29 мая 1588 года Армада вышла из лиссабонской гавани. Но шторм загнал её в порт Ла-Корунья, расположенный на северо-западе Испании. Там испанцам пришлось ремонтировать корабли и пополнять запасы провизии. Обеспокоенный недостатком продовольствия и болезнями среди моряков, герцог Медина-Сидония откровенно написал королю, что сомневается в успехе всего предприятия. Но Филипп настаивал, чтобы его адмирал твёрдо придерживался плана. И вот, только через два месяца после выхода из лиссабонской гавани, огромный и неповоротливый флот наконец добрался до Ла-Манша.

## Сражения в Ла-Манше
Когда Армада приблизилась к юго-западному побережью Англии, её уже поджидал английский флот. У сторон было одинаковое количество кораблей, отличавшихся по конструкции. Испанский флот состоял из высокобортных судов, со множеством пушек малой дальнобойности. С массивными башнями на носу и корме, они напоминали плавучие крепости, хорошо приспособленные к абордажному бою. Корабли англичан были ниже, но манёвреннее. Кроме того, они были оснащены бо́льшим количеством дальнобойных пушек. Англичане рассчитывали на то, что не будут близко подходить к противнику и уничтожат его на расстоянии.
30 июля Армада была в виду английских берегов, и посты наблюдения оповестили английское командование. Первое столкновение произошло днём 31 июля на меридиане Плимута. Лорд-адмирал послал свой личный пинас к центру испанского флота бросить вызов испанскому флагману. «Флагманом» оказался La Rata Santa Maria Encoronada, галеон Алонсо де Лейва. Тем не менее, первый выстрел был сделан, и Медина Сидония на San Martin поднял адмиральский штандарт, во избежание дальнейших ошибок.
Учитывая бо́льшую манёвренность и артиллерийскую мощь английского флота, испанский адмирал для лучшей защиты расположил свой флот полумесяцем, поставив по краям самые сильные военные корабли с дальнобойной артиллерией. Кроме того, ближе к противнику он выставил «авангард» (фактически арьергард) из самых лучших кораблей под командованием Рекальде, которому отвёл роль «пожарной команды». С какой бы стороны ни подошёл противник, этот отряд мог развернуться и отразить атаку. От остального флота требовалось держать строй и не терять взаимной поддержки.
Пользуясь преимуществом в манёвренности, англичане с самого начала вышли Армаде на ветер. С этой выгодной позиции они могли атаковать или уклоняться по желанию. При преобладавших западных ветрах это означало, что они преследовали Армаду по мере её движения Ла-Маншем, беспокоя её атаками. Однако разорвать оборонительный порядок испанцев долго не удавалось.
На всём протяжении Ла-Манша оба флота вели перестрелку и провели несколько небольших сражений. За Плимутом последовали стычки при Старт Пойнт (1 августа), Портленд-Билл (2 августа) и острове Уайт (3—4 августа). Занятая испанцами оборонительная позиция оправдала себя: англичанам с помощью дальнобойного оружия так и не удалось потопить ни одного испанского корабля. Однако сильно повреждённый Nuestra Señora del Rosario выпал из строя и 1 августа был захвачен Дрейком. Подобным же образом испанцы покинули обездвиженный San Salvador, и к вечеру 2 августа его захватила эскадра Хокинса. Английские капитаны решили во что бы то ни стало нарушить боевой порядок врага и приблизиться к нему на расстояние выстрела. Это им удалось только 7 августа при Кале.
Медина-Сидония не уклонялся от приказов командования и направил Армаду навстречу герцогу Пармскому и его войскам. Ожидая ответа от герцога Пармского, Медина-Сидония приказал флоту встать на якорь у Кале. Воспользовавшись уязвимым положением стоявших на якоре испанских кораблей, англичане ночью направили к Армаде восемь брандеров — подожжённых судов с горючими материалами и взрывчаткой. Большинство испанских капитанов рубили якоря и лихорадочно пытались уйти от опасности. Затем мощный ветер и сильное течение понесли их на север. Вернуться к месту рандеву с герцогом Пармским они уже не могли.
Следующим днём на рассвете состоялся решающий бой близ Гравелина. Англичане с близкого расстояния обстреливали испанские корабли. По крайней мере три корабля были уничтожены и многие получили повреждения. Поскольку у испанцев не хватало боеприпасов, они оказались беспомощными перед лицом противника.
Из-за сильного шторма англичане приостановили атаку. Утром следующего дня Армада, у которой истощались боеприпасы, снова выстроилась в виде полумесяца и приготовилась к сражению. Не успели англичане открыть огонь, как сильный ветер и морское течение понесли испанские корабли на песчаные берега голландской провинции Зеландия. Казалось, катастрофа неизбежна. Однако ветер изменил направление и погнал Армаду на север, подальше от опасных берегов. Обратный путь в Кале преграждал английский флот, а ветры продолжали нести побитые испанские корабли на север. Герцогу Медина-Сидония ничего не оставалось, как прекратить кампанию, чтобы спасти побольше кораблей и людей. Он решил вернуться в Испанию кружным путём, обогнув Шотландию и Ирландию.

## Штормы и крушения
Возвращение домой Армады было непростым. Продовольствие кончалось, бочки протекали, воды не хватало. В ходе боёв с англичанами многие корабли получили серьёзные повреждения и еле держались на плаву. У северо-западных берегов Ирландии флот попал в сильный двухнедельный шторм, во время которого многие суда пропали без вести или разбились о скалы (что дало название деревне Спейниш-Порт).
В итоге 23 сентября первые корабли Армады после долгих мытарств достигли Сантандера на севере Испании. Домой вернулось всего лишь около 60 (из 130) кораблей; потери в людях оценивались от 1/3 до 3/4 численности экипажей. Тысячи людей утонули, многие скончались от ран и болезней по пути домой. Даже для тех, кто всё-таки смог вернуться на Родину, испытания не закончились: уже встав на якорь в испанском порту, экипажи нескольких кораблей буквально умирали от голода из-за того, что запасы продовольствия полностью истощились. В порту Ларедо один корабль сел на мель, поскольку у выживших матросов не было сил, чтобы спустить паруса и бросить якорь.

## Значение[13][14]
Испания понесла тяжёлые потери. Однако это не привело к немедленному крушению испанского морского могущества: в целом 90-е годы XVI века прошли под знаком успешной защиты Испанией, казалось бы, пошатнувшихся позиций. Попытка англичан организовать «симметричный ответ», отправив к берегам Испании собственную «Армаду», завершилась сокрушительным поражением (1589), а через два года испанский флот нанёс английскому несколько поражений в Атлантическом океане, правда, не компенсировавших гибели Непобедимой армады. Испанцы извлекли урок из неудачи Армады, отказавшись от тяжёлых, неповоротливых кораблей в пользу более лёгких судов, оснащённых дальнобойными орудиями.
Тем не менее, неудача Армады похоронила надежды на реставрацию католицизма в Англии и вовлечение последней в той или иной форме в орбиту внешней политики Испанской империи, что означало также ухудшение позиций испанцев в Нидерландах. Для Англии поражение Армады стало первым шагом на пути к будущему статусу «владычицы морей». В глазах протестантов это событие, положившее конец экспансии католической империи Габсбургов, было проявлением воли Божьей (Фрэнсису Бэкону принадлежат слова «Господь — англичанин»). По мнению многих в протестантской Европе, только Божественное вмешательство помогло справиться с флотом, который, по словам современника Уильяма Кемдена, «было тяжело нести ветру и под тяжестью его стонал океан».

## В культуре
- Приключенческий роман Рафаэля Сабатини «Псы Господни» (1928).
- Исторический фильм «Пламя над Англией» (англ. Fire Over England) Уильяма Ховарда (Великобритания, 1937).
- Приключенческий фильм «Дьявольский пиратский корабль» (англ. The Devil-Ship Pirates) режиссёра Дона Шарпа (Великобритания, 1964).
- Исторический фильм «Золотой век» (англ. Elizabeth: The Golden Age) режиссёра Шекхара Капура (Великобритания, Франция, Германия, 2007).